# Przełamanie
Przełamanie (ang. breakthrough) – to natarcie na broniącego się przeciwnika; jest formą natarcia, w której wojska dążą do przedarcia się poprzez jego obronę. Przez przełamanie dąży się do uchwycenia obiektów w głębi, w ten sposób naruszona zostaje spoistość obrony przeciwnika. Ma ono miejsce na wąskim odcinku obrony, wymaga ześrodkowania odpowiednich sił i środków.

## Charakterystyka przełamania
Do przełamania dochodzi zazwyczaj, gdy nie ma możliwości obejścia broniącego się przeciwnika. Polega ono na stworzeniu wyłomu  w obronie przeciwnika, naruszeniu jej trwałości i w konsekwencji wprowadzeniu przez luki kolejnych sił do prowadzenia natarcia w głębi obrony strony przeciwnej. 
Dokonanie wyłomu wiąże się z koniecznością atakowania od czoła. Wymaga to uzyskania znacznej przewagi na wybranym kierunku. Uderzenie zgrupowania przełamującego poprzedzone jest rażeniem ogniowym, elektronicznym i informacyjnym. Samo przełamanie ma zazwyczaj wymiar powietrzno-lądowy. Niezbędne jest obezwładnienie środków przeciwpancernych przeciwnika i naruszenie trwałości jego obrony. Za cel przełamania można przyjąć rozbicie sił przeciwnika w takim stopniu, aby nie były one zdolne do stawiania zorganizowanego oporu, a wytworzone warunki gwarantowały rozwinięcie natarcia i zastosowanie innej jego formy.Odcinek przełamania powinien znajdować się na kierunku głównego uderzenia nacierających wojsk. Szerokość odcinka przełamania i sposób rozbicia przeciwnika będzie zależał od możliwości ogniowych, jakimi dysponuje nacierający. Przełamania dokonuje się zwykle na wąskim odcinku (przeciętnie 8–10% szerokości całego pasa działania związku operacyjnego) i na głębokość taktyczną ugrupowania nieprzyjaciela.
Powinny one zapewnić uzyskanie takiego stopienia obezwładnienia przeciwnika, aby nacierającym wojskom zminimalizować straty oraz zapewnić szybki ruch w głąb ugrupowania obronnego.
Przełamanie obrony jest zakończone wówczas, kiedy rozbite zostaną siły główne pierwszorzutowego oddziału przeciwnika, a dokonany wyłom sięga głębokości jego ugrupowania bojowego. Obronę uznaje się za przełamaną, jeśli przeciwnik pozbawiony zostanie możliwości odtworzenia jej o podobnym charakterze w głębi.